# Strada statale 733 Bretella di Alcamo Ovest
La strada statale 733 Bretella di Alcamo Ovest (SS 733), già nuova strada ANAS 352 Bretella di Alcamo Ovest, è una strada statale italiana che collega l'A29 Palermo-Mazara del Vallo con l'abitato di Alcamo.

## Descrizione
La strada ha origine dallo svincolo di Alcamo Ovest sull'A29 Palermo-Mazara del Vallo in direzione Mazara del Vallo. Si presenta a carreggiata unica e, dopo avere superato la stazione di Alcamo Diramazione, la statale termina sulla strada statale 113 Settentrionale Sicula.
Inizialmente l'infrastruttura fu compresa nella rete autostradale in qualità di area di svincolo, come testimoniato da alcune segnaletiche con sfondo verde presenti lungo il percorso. Nel 2011 ha ottenuto la classificazione provvisoria di nuova strada ANAS 352 Bretella di Alcamo Ovest (NSA 352), mentre nel 2012 è avvenuta la classificazione definitiva attuale col seguente itinerario "Svincolo con l'A29 di Alcamo Ovest - Innesto con la S.S. n. 113 presso Alcamo".

### Tabella percorso
| Bretella di Alcamo Ovest |                                                     |      |           |
| Tipo                     | Indicazione                                         | ↓km↓ | Provincia |
|                          | Palermo-Mazara del Vallo (svincolo di Alcamo ovest) | 0,0  | TP        |
|                          | per Stazione di Alcamo Diramazione                  | 0,2  | TP        |
|                          | Settentrionale Sicula                               | 2,0  | TP        |